# Vladislav Nosenko
Vladislav Nosenko (6 dicembre 1970) è un ex calciatore azero, di ruolo difensore.

## Carriera

### Club
Dopo aver giocato nella terza serie del campionato sovietico, passa a giocare nel neonato campionato ucraino, inizialmente al Kryvbas Kryvyi in massima serie, quindi col Torpedo Zaporižžja in seconda serie e nel 1999-2001 con lo Zirka Kirovohrad fra prima e seconda serie. Nel 2001 si trasferisce in Lettonia, giocando due stagioni col Dinaburg Daugavpils. Chiude la carriera tornando a giocare in Ucraina, prima per due stagioni in massima serie con il Desna Černihiv, quindi in seconda serie con lo Zorya Luhansk.

### Nazionale
Debutta nel 1995 con la Nazionale azera, giocando 7 partite fino al 1997.